# Bicha de Balazote

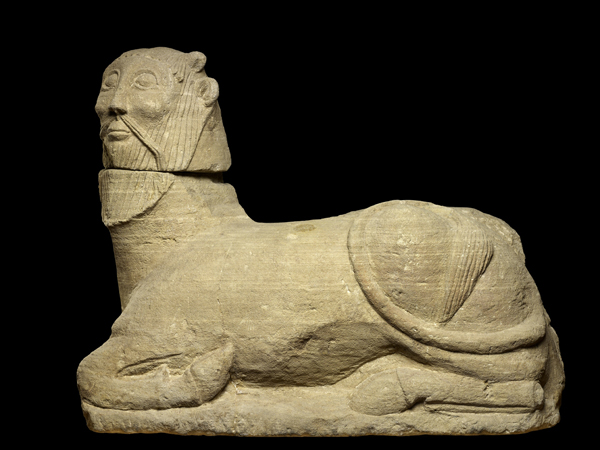
A Bicha de Balazote no seu local atual. Existe cópia no Museu Provincial de Albacete.

A Bicha de Balazote é uma escultura ibérica encontrada no município de Balazote, na província de Albacete. Os primeiros a estudarem-na foram um grupo de arqueólogos franceses que a identificaram como uma espécie de cerva; daí que "biche" fosse a sua primeira denominação, castelhanizando-se posteriormente para "bicha". Foi datada no século VI a.C. Encontra-se no Museu Arqueológico Nacional de Espanha (situado em Madrid)
Existem poucos dados sobre o seu achado. Sabe-se que foi encontrada na paragem dos Majuelos, a escassa distância do núcleo urbano. Recentes escavações na veiga de Balazote descobriram um túmulo ibérico que permite situar tão singular peça no contexto de uma necrópole tumular à que provavelmente pertenceu. Perto do lugar também foram encontrados importantes mosaicos de uma villa romana.

## Descrição
Realizada sobre dois blocos de pedra calcária por volta da segunda metade do século VI a.C. as suas dimensões são de 93 cm de comprimento e 73 cm de altura máxima. É uma síntese entre animal e homem, neste caso de corpo completo, e representa um touro em repouso, que demonstra um bom conhecimento das características do animal, com as patas anteriores recolhidas sob o peito e as traseiras dobradas para o ventre. Alguns detalhes formais ressaltam os cascos ou a proeminência do osso da cadeira. O rabo curva-se sobre a coxa esquerda e termina num mecha pontiaguda de pêlo.

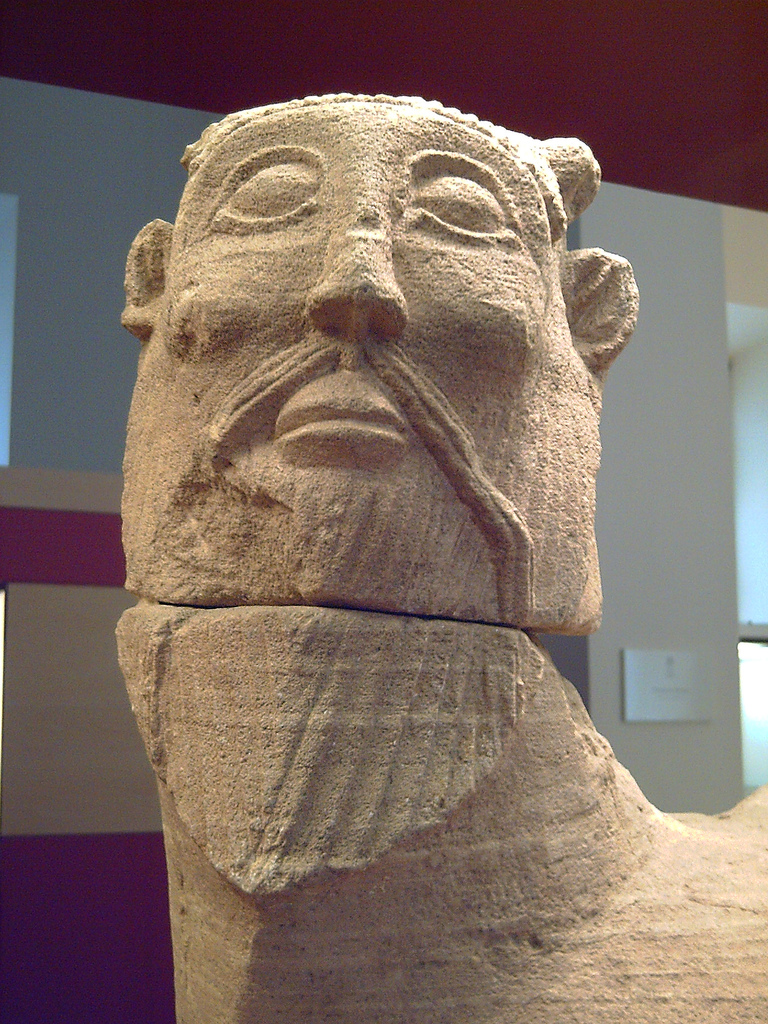
Cabeça.

Tem uma cabeça de homem barbudo, volta para o espectador e ligeiramente alçada, com uns pequenos cornos e orelhas também de touro, com as particularidades das esculturas gregas arcaicas: hierática, com barba e cabeleira a base de sucos retos e geometrizada, de raízes hititas.
O lado direito da peça não o está talhado, pelo qual parece ser um silhar de canto e estar pensada para aderí-la a algum lugar, de maneira similar aos leões de Pozo Moro. Possivelmente fora de caráter funerário e fizesse parte da decoração de um templo. Pode cumprir uma função de defesa ou ser uma representação da fertilidade: os gregos usavam as estátuas de touros androcéfalos como representação dos rios, como símbolo da fecundidade do rio fertilizando os campos, e associava-se ao touro, símbolo de fecundidade. Neste senso, a Bicha de Balazote seria um símbolo da vida desejada para o defunto.
Como o restante da escultura ibérica, é anterior à chegada dos Bárquidas no 238 a.C. Segundo A. Garcia Bellido, representa a Aqueloo, baseando-se para isso na sua relação com as moedas sicilianas que o representam.
Dentro do contexto arqueológico onde se encontrou aparaceram outras figuras escultóricas como a Esfinge de Haches.